# Menaggio
Menaggio est une commune italienne d'environ 3 300 habitants, située dans la province de Côme, en Lombardie, dans le Nord de l'Italie. Elle est située sur le lac de Côme.

## Images

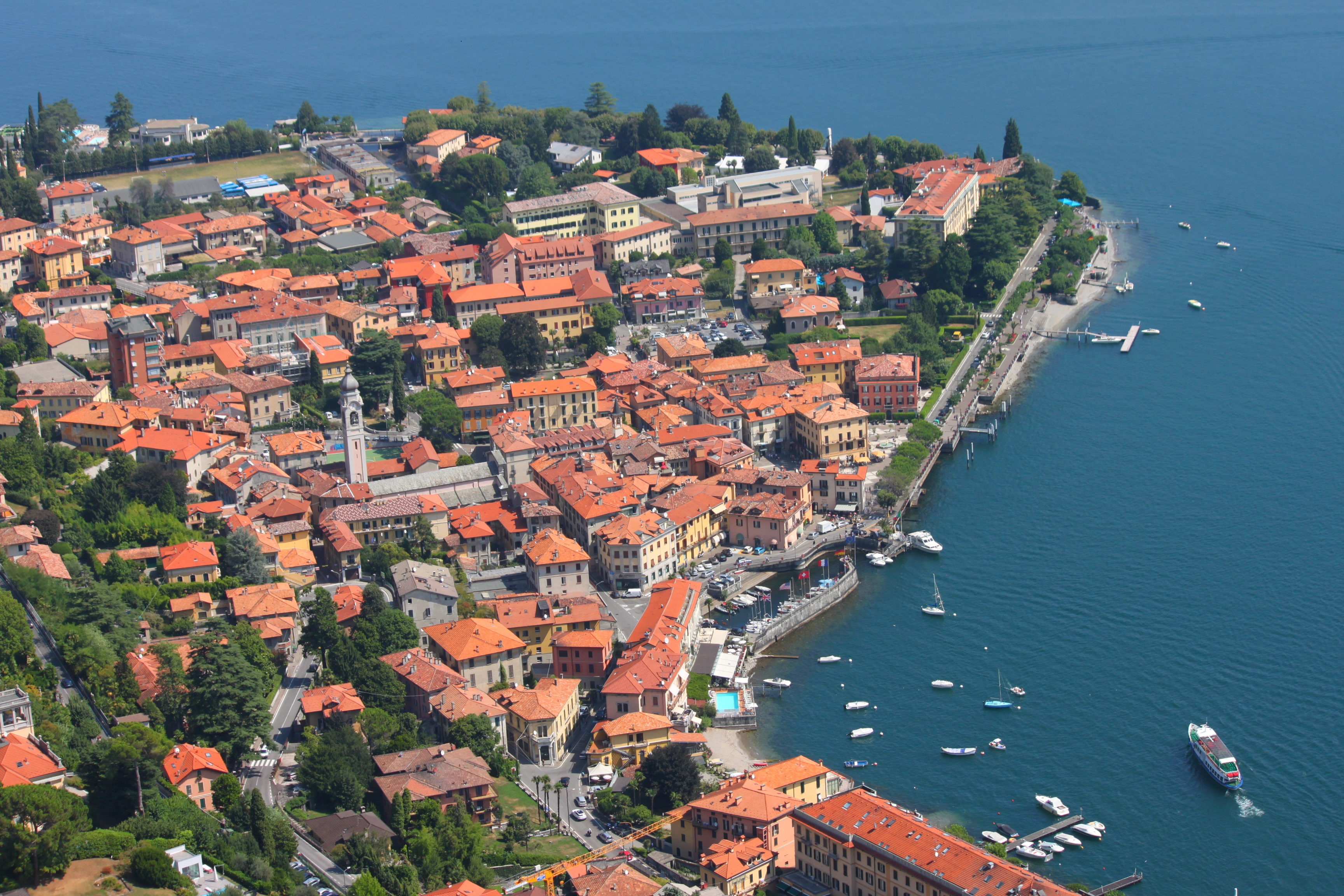
Panorama
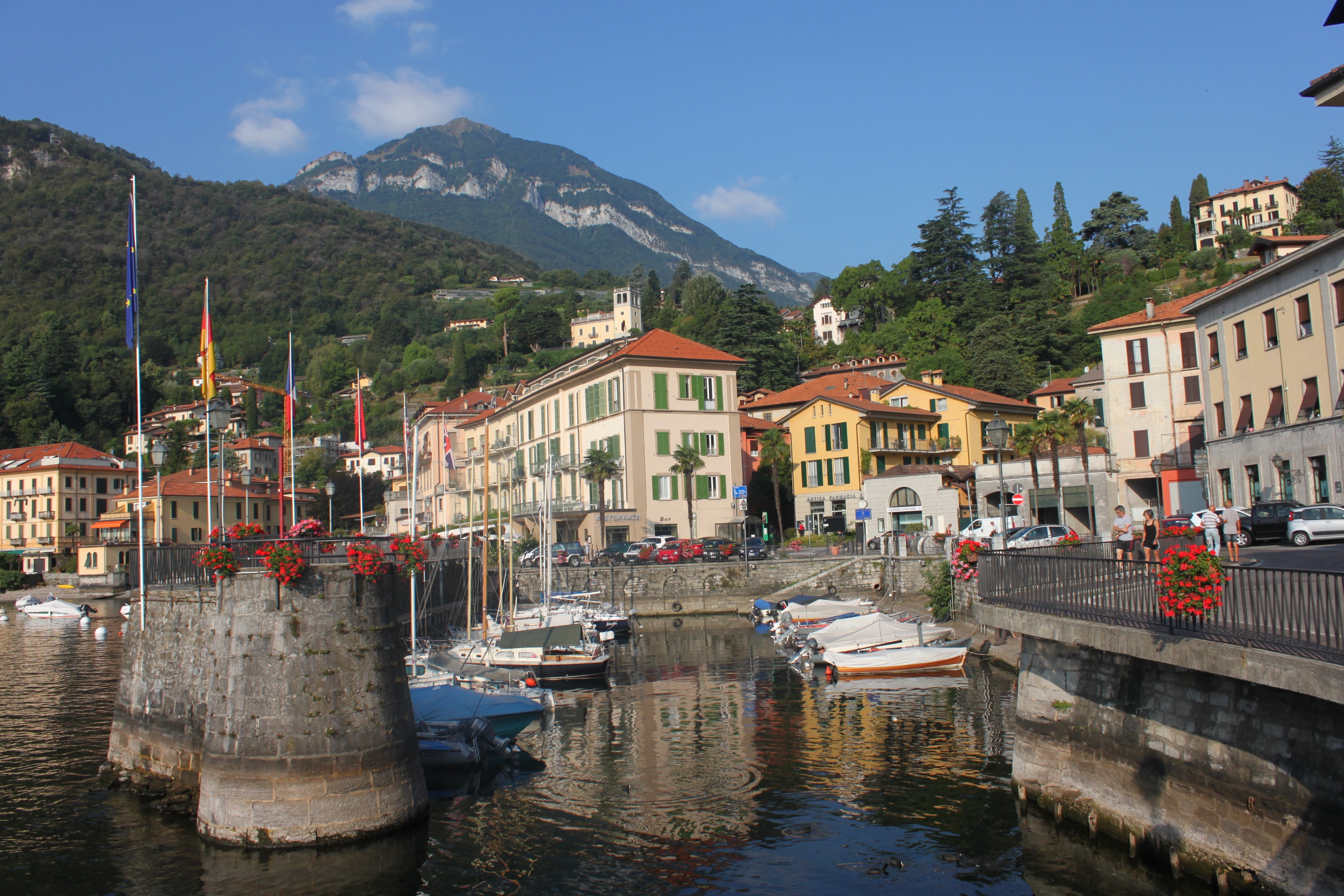
Port
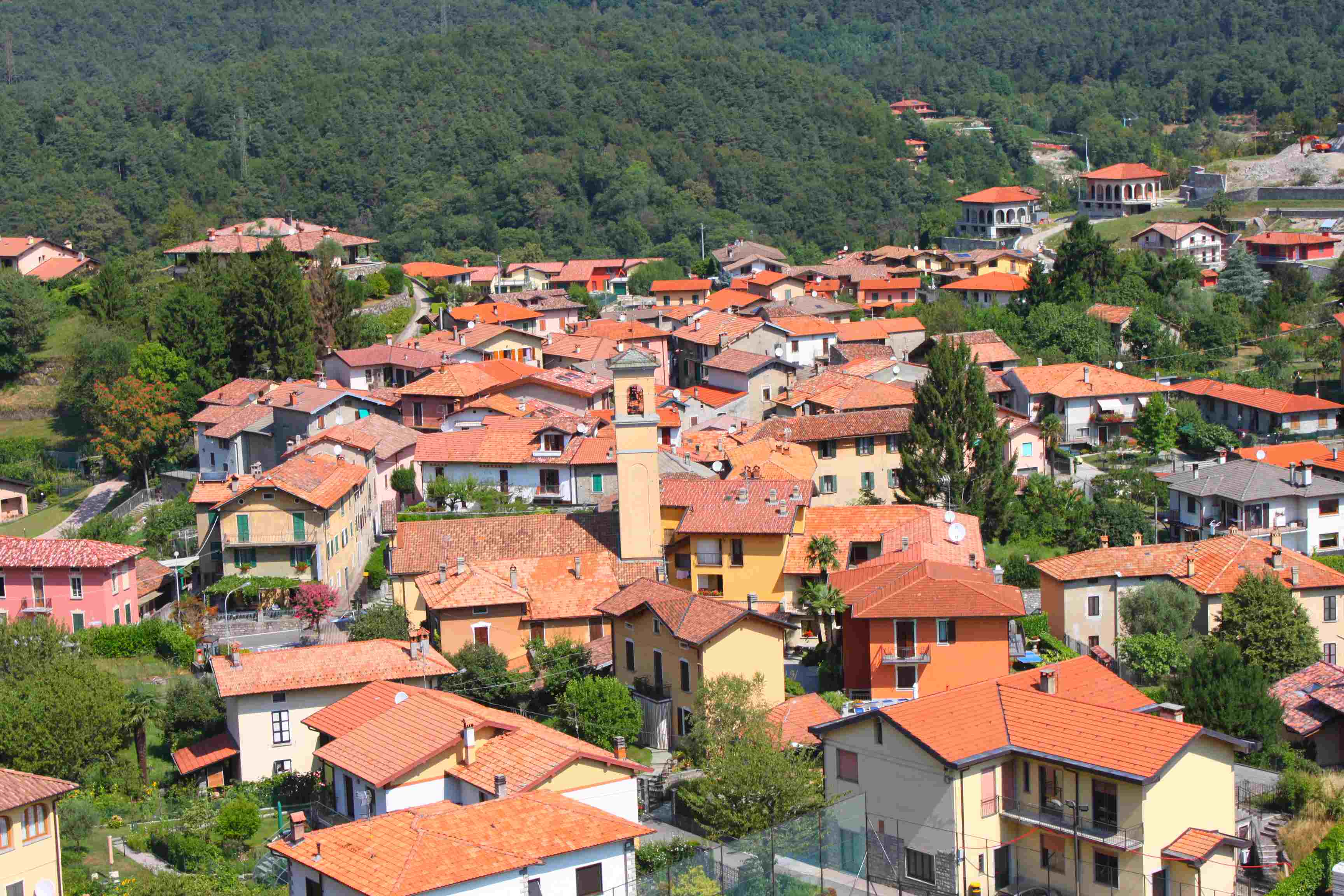
Bourg
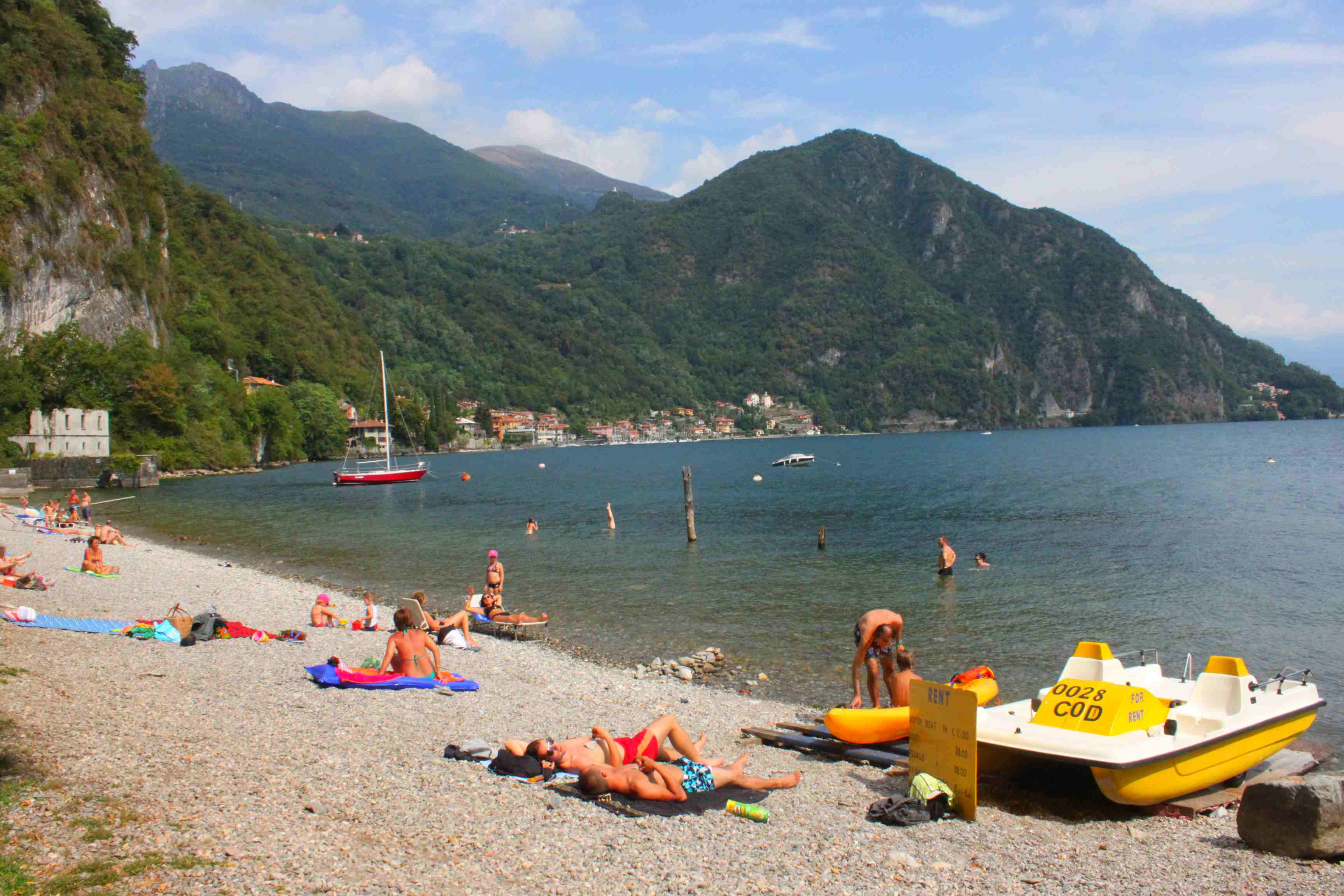
Plage sur le lac
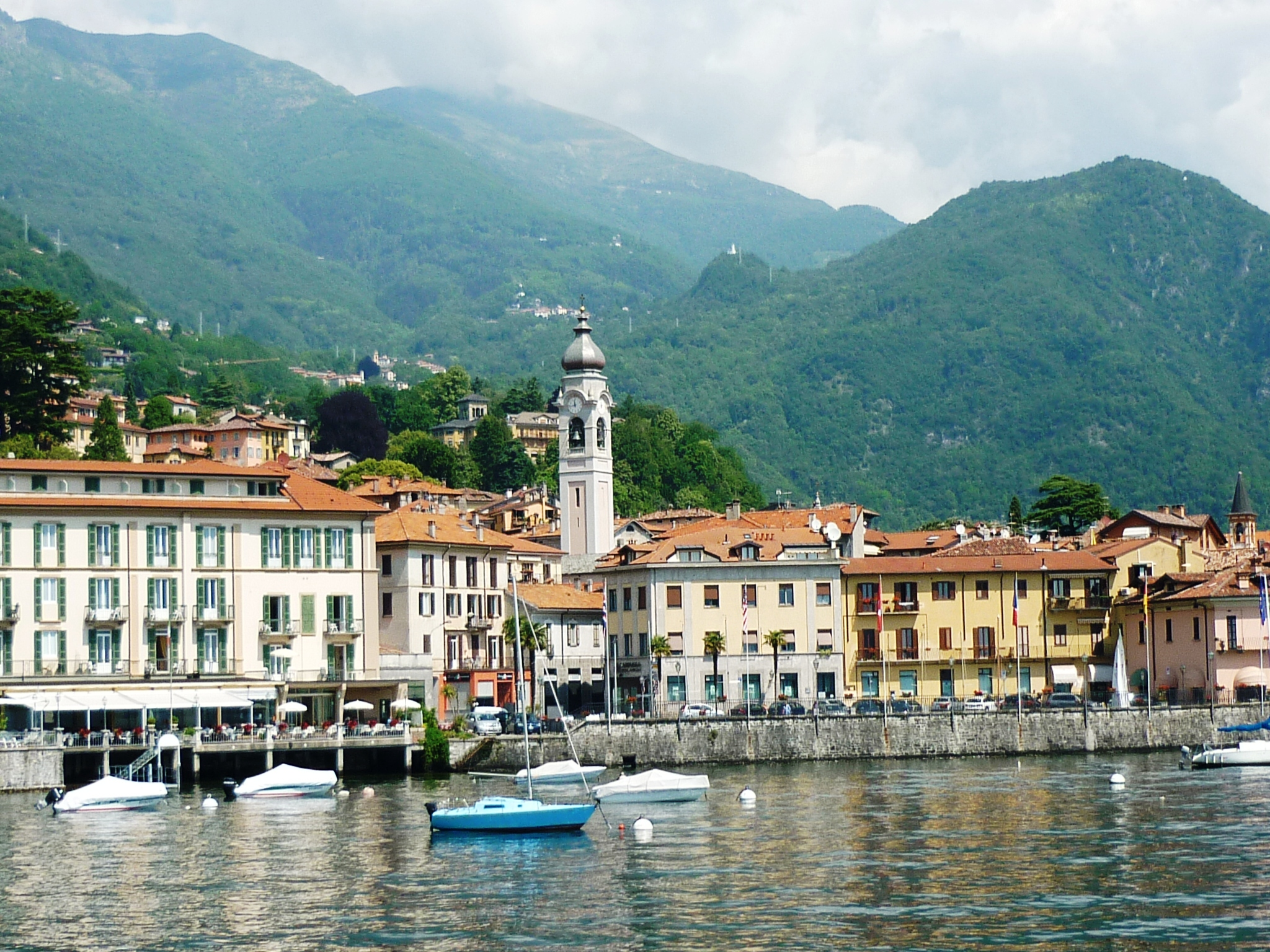
Vue du lac

## Administration
| Période                                  | Période  | Identité      | Étiquette    | Qualité |
| ---------------------------------------- | -------- | ------------- | ------------ | ------- |
| 14 juin 2004                             | En cours | Alberto Bobba | Lista Civica |         |
| Les données manquantes sont à compléter. |          |               |              |         |

### Hameaux
Castello, Croce, Fossato, Loveno, Nobiallo, Sonenga

## Personnalités liées à la commune
- Gabriel Malagrida (1689-1761), jésuite, missionnaire au Brésil, prédicateur au Portugal. Après le tremblement de terre de 1755, il s'oppose au puissant marquis de Pombal ; celui-ci le livre à l'Inquisition ; il est déclaré hérétique et condamné à mort. Un monument à sa mémoire a été élevé en 1887 dans l'église paroissiale de Menaggio.

### Communes limitrophes
Grandola ed Uniti, Griante, Perledo, Plesio, San Siro, Tremezzo

### Évolution démographique
Habitants recensés

## Jumelages
- Allevard (France)
- Carapicuíba (Brésil)
- Wolpertswende (Allemagne) depuis 1995